# Euphorbia micradenia
Euphorbia micradenia är en törelväxtart som beskrevs av Pierre Edmond Boissier. Euphorbia micradenia ingår i släktet törlar, och familjen törelväxter. Inga underarter finns listade i Catalogue of Life.